# The Frank Zappa AAAFNRAAA Birthday Bundle
A The Frank Zappa aaafnraaa Birthday Bundle digitális letöltésként jelent meg az iTunes-on, 2008. december 21-én, Frank Zappa születése évfordulóján. Öt korábban kiadatlan Frank Zappa számot és néhány egyéb darabot tartalmaz, ez utóbbiak szerzői például Zappa gyerekei és Joe Travers. Ez Frank Zappa munkáiból a második iTunes-on elérhető album, az első egy hasonló kiadvány két évvel korábbról: The Frank Zappa AAAFNRAA Birthday Bundle (2006). Az AAAFNRAA jelentése: "Anything Anytime Anywhere for No Reason At All" – azaz "Bármit, bármikor, bárhol, minden különösebb ok nélkül", ami Frank Zappa egyik mottója. Az utolsó A betű az Again, azaz 'Újra' rövidítése.

## Az album számai
1. Dancin’ Fool (Disco Version) 6:18
  - Artist/Writer/Producer: Frank Zappa. Originally released 1979 on a 12” single. Released in 1995 by Rykodisc on Strictly Commercial
2. More Trouble Every Day 5:48
  - Artist/Writer/Producer: Frank Zappa. Recorded live in Wien, Austria, May 8, 1988
3. Gorgeous Inca 3:25
  - Artist/Writer/Producer: Frank Zappa. Recorded live in Graz, Austria, March 23, 1979
4. Ancient Armaments 4:09
  - Artist/Writer/producer: Frank Zappa. Originally released as a B-side to the single "I Don’t Want To Get Drafted". Recorded live in New York City, October 31, 1978
5. America The Beautiful 3:35
  - (Traditional) Artist/Producer: Frank Zappa. Recorded live in Uniondale, New York, March 25, 1988
6. You’re A Mean One Mr. Grinch 3:12
  - Artist/Producer: Dweezil Zappa with Ahmet Zappa (vocals). Writer: Dr. Seuss & Albert Hague. Originally released in 2000 on the Dweezil Zappa CD Automatic
7. Saturday Girl 2:50
  - Artist/Writer/Producer: Dweezil Zappa
8. Alice 5:12
  - Artist: Diva Zappa. Producer: Dweezil Zappa
9. Espanoza 3:26
  - Artist: Diva Zappa. Producer: Dweezil Zappa
10. Dumb All Over 5:46
  - Artist: Melanie Starks. Writer: Frank Zappa. Producer: Joe Travers
11. Twenty Small Cigars 5:49
  - Artist/Producer: Joe Travers. Writer: Frank Zappa
12. Lacksadaisial 5:44
  - Artist/Writer/Producer: Joe Travers
13. Dirty Love 4:04
  - Artist: Cree Summer (Ahmet Zappa, background vocals & Dweezil Zappa, guitar). Writer: Frank Zappa. Producer: Linda Perry

## Külső hivatkozások
- Official Zappa website – album info